# Ana, mon amour
Ana, mon amour è un film del 2017 diretto da Peter Călin Netzer.
La pellicola è stata fra i concorrenti della sessantasettesima edizione del Festival internazionale del cinema di Berlino e si è aggiudicata l'Orso d'argento per il miglior contributo artistico, assegnato a Dana Bunescu per il montaggio.

## Trama
L'amore fra Ana e Toma nasce dal loro incontro come studenti all'università di Bucarest. Provenienti entrambi da contesti familiari tortuosi e ostili, i due si trovano presto ad affrontare avversità legate anche alle pressioni sociali e alla malattia di Ana. La ragazza ha infatti un lieve problema neurologico ed è frequente preda di attacchi di panico, stati ansiosi e depressivi. I due instaurano un rapporto simbiotico per via delle loro personalità complementari: tanto fragile, incline alla dipendenza e ossessiva lei, tanto eccessivamente altruista e possessivo lui. Toma si fa completamente carico di Ana, mentre lei intraprende un percorso psicanalitico che la cambierà radicalmente, mettendo in crisi la loro unione. Toma si vede così costretto a ripercorrere (a sua volta in terapia) la vita con lei, in cerca di risposte.

## Sceneggiatura
Il film è tratto dal romanzo Luminiţa, mon amour dello scrittore rumeno Cezar Paul Bădescu, il quale ha anche curato la sceneggiatura dell'adattamento cinematografico insieme a Netzer e Iulia Lumânare. La stesura è durata due anni.
Sebbene nel romanzo Bădescu si soffermi maggiormente sugli aspetti sociopolitici della storia, nella sceneggiatura il regista ha voluto accentare le tematiche psicologiche. Fondamentale è la funzione della psicoanalisi, che altera la narrazione degli eventi rendendola non cronologica e simile a un'associazione libera. A detta del regista il tema fondamentale della pellicola è la Codipendenza.

## Distribuzione
Ana, mon amour è stato diffuso in Romania da Freeman Entertainment il 3 marzo 2017.
Il lungometraggio è stato inoltre venduto da Beta Cinema a Paesi Bassi, Belgio, Lussemburgo, Polonia, Portogallo, Spagna, Grecia, Turchia, paesi dell' Ex-Jugoslavia, Cina, Taiwan, Germania e Francia. Il film sarà distribuito in Francia da Sophie Dulac a partire dal 21 giugno 2017 e in Germania da RealFiction a partire dal 14 settembre 2017. Golem Video è il distributore spagnolo.

## Curiosità
- Il regista ha ritenuto necessario far seguire Diana Cavallioti e Mircea Postelnicu da uno psicologo per alcuni mesi al fine di renderli consapevoli dell'approccio psicanalitico.
- Netzer aveva pianificato di far convivere per un breve periodo gli attori protagonisti; la convivenza è stata però interrotta da Cavallioti.[4]